# Jef Scherens
Josephus „Jef“ Scherens (* 17. Februar 1909 in Werchter, Belgien; † 9. August 1986 in Leuven) war ab Ende der 1920er und bis Anfang der 1950er Jahre ein belgischer Bahnradsportler. Sieben Mal wurde er in diesen Jahren Weltmeister im Sprint.

## Biographie

### Kindheit und Jugend
Jes Scherens war das jüngste von fünf Kindern der Eheleute Regina (geborene Janssens) und Felix Scherens. In der Familie bekam der zierliche Junge den Beinamen Poeterke, in seiner Heimatsprache das Wort für ein im Wachstum zurückgebliebenes Lamm. Aus Poeterke wurde später Poeske (Kätzchen), womit auf den von ihm praktizierten Tigersprung Bezug genommen wurde.
Der Vater war zunächst als Erdarbeiter bei einer Eisenbahngesellschaft tätig, nach der Geburt von Jef wechselte er zur Brouwerij Jack-Op. Zu Beginn des Ersten Weltkriegs geriet Werchter in den Mittelpunkt der ersten kriegerischen Auseinandersetzungen: Im August und September 1914 wurden in diesem Ort 250 Häuser, die Kirche sowie die beiden Brücken zerstört. Es kam zu Gräueltaten des deutschen Heeres gegen die Zivilbevölkerung. Viele Belgier ergriffen daraufhin die Flucht, darunter auch die Familie Scherens, die schließlich in einem Dort nahe Loudun landete. Dort besuchte Jef Scherens vier Jahre lang die Schule und lernte, fließend Französisch zu sprechen. Nach Kriegsende kehrte die Familie – bis auf den ältesten Sohn Jan, der in Loudon blieb – nach Werchter zurück. Scherens beendete die Schule, und ihm wurde im Abgangszeugnis attestiert: „Aanleg voor acrobaat!“ („Talent zum Akrobat!“)
Scherens arbeitete zunächst in einer Papier-, später in einer Lederfabrik. Zu dieser Zeit wohnte er als „Kind im Haus“ bei dem Fahrradbauer Gust Van Deuren aus Rotselaar, der Jef ein eigenes Rad baute. Jef Scherens schloss sich einer Gruppe von jungen Männern an, die täglich mit dem Rad zur Arbeit fuhren. 1924 debütierte er bei einem Rennen in Betekom als Radrennfahrer, 1926 konnte er schon sieben Siege feiern. Ein Fahrradhändler aus Haren unterstützte ihn als Sponsor.

### Sportlicher Werdegang
1924 debütierte Scherens als Radrennfahrer bei einem Rennen in Betekom, 1926 konnte er schon sieben Siege verbuchen. Ein Fahrradhändler aus Haren unterstützte ihn als Sponsor. 1927 wurde er Mitglied im Koninklijke Stoempersclub Leuven und gewann 40 Rennen im Nachwuchsbereich, im Jahr darauf 27 Rennen bei den Junioren. Diese Erfolge brachten ihn zu dem Entschluss, seine Arbeit aufzugeben und professioneller Radsportler zu werden.
Am 14. Oktober 1928 bestritt Jef Scherens im Brüsseler Sportpaleis ein Sprint-Rennen gegen den belgischen Meister Jules Vervust, das er gewann. 1929 gewann er zudem fünf Straßenrennen, seiner Meinung nach lag seine Zukunft auf der Straße. Ein erster Erfolg gelang ihm, als er bei den Unabhängigen Meister von Belgien in Zelzate wurde. Sein erstes Rennen mit einer Lizenz als  Berufsfahrer bestritt er am 13. Oktober 1929.
1931 wurde Jef Scherens zum ersten Mal belgischer Meister im Sprint. Im Jahr darauf wurde er in Rom Weltmeister im Sprint. Scherens wurde durch Auszeichnungen und Empfänge geehrt und schließlich auch von König Albert I. im Palast empfangen, der ihm ein silbernes Zigarettenetui schenkte.
Von 1933 bis 1937 errang Scherens den Weltmeistertitel fünfmal: in Paris, in Leipzig in Brüssel, Zürich und in Kopenhagen. Lediglich 1928 in Amsterdam musste er sich dem Niederländer Arie van Vliet geschlagen geben. Bei den UCI-Bahn-Weltmeisterschaften 1939 in Mailand hatten sich Scherens und van Vliet schon für das Finale um Gold qualifiziert, als die Weltmeisterschaften wegen des Ausbruchs des Zweiten Weltkriegs abgebrochen worden. Während des Krieges bestritt Scherens, um Geld zu verdienen, auch drei Sechstagerennen: 1940 belegte er in Brüssel mit Achiel Bruneel Platz zwei.
1947 wurde Scherens im Alter von 38 Jahren ein letztes Mal Weltmeister. Neben den sieben WM-Titeln und 16 belgischen Titeln gewann er in verschiedenen Ländern viele Große Preise und hielt zu seiner Zeit sämtliche Sprint- und Rundenrekorde der großen europäischen Radrennbahnen. Jeweils dreimal gewann er die renommierten Sprint-Klassiker Grand Prix de Paris und Grand Prix de l’UVF, sechsmal den Grand Prix Kopenhagen. Den Grand Prix de la République gewann er 1931 und 1933, den Grand Prix Amsterdam 1932, den Großen Preis von Berlin 1932 und 1937, den Grand Prix d’Angers 1931 und 1933. Den Grand Prix d’Anvers konnte er 1932, 1933, 1937, 1941 und 1942 für sich entscheiden. 1935 gewann er den Grand Prix de Reims, einen der ältesten Wettkämpfe für Bahnsprinter in Frankreich. Den Grand Prix Turin, einen der ältesten Wettbewerbe im Bahnradsport, gewann er 1937. Den Grand Prix de l’UCI in Paris gewann er dreimal, ebenso den Grand Prix du Conseil municipal de la ville de Paris.

### Nach dem Sport
Nach dem Ende seiner Radsportlaufbahn widmete sich Jef Scherens einigen anderen sportlichen Aktivitäten, darunter Motorsport, Wasserski, Schwimmen und Bogenschießen: „Toch wilde hij overal de beste in zijn, gedreven door een intense overwinningsdrang.“ („Doch wollte er überall der Beste sein, getrieben von einem intensiven Siegeswillen.“) 1950 wurde er zum Verbandstrainer für den Bahnsprint berufen, nahm diese Funktion aber nur kurze Zeit wahr. Scherens eröffnete 1951 einen Autohandel in seiner Heimatstadt. Auch machte er viele Reisen mit seiner Familie. 1970 kandidierte er erfolglos für den Stadtrat von Leuven.

## Ehrungen
1933 wurde Jef Scherens in Belgien mit der Nationale Trofee voor Sportsverdienste ausgezeichnet, 1947 mit dem Leopoldsorden, 1955 mit der Gouden Medaille voor Sportverdienste und 1975 mit dem Guidon d’Or der französischen Zeitschrift L’Équipe. In Marokko erhielt er 1949 den Ordre du Ouissam Alaouite.
In seinem Geburtsort Werchter wurden eine Straße sowie ein Wanderweg nach Scherens benannt. Seit 1963 wird in Leuven das Straßenrennen GP Jef Scherens ausgetragen.

## Diverses
In Belgien ist Scherens als Poeske (flämisch=Kätzchen) Scherens bekannt. Er galt als Meister in der Technik des „Tigersprungs“, die in Belgien „Kattesprong“ genannt wird. (Es ist unklar, welcher Begriff – Kattesprong oder Poeske – zuerst benutzt wurde.)

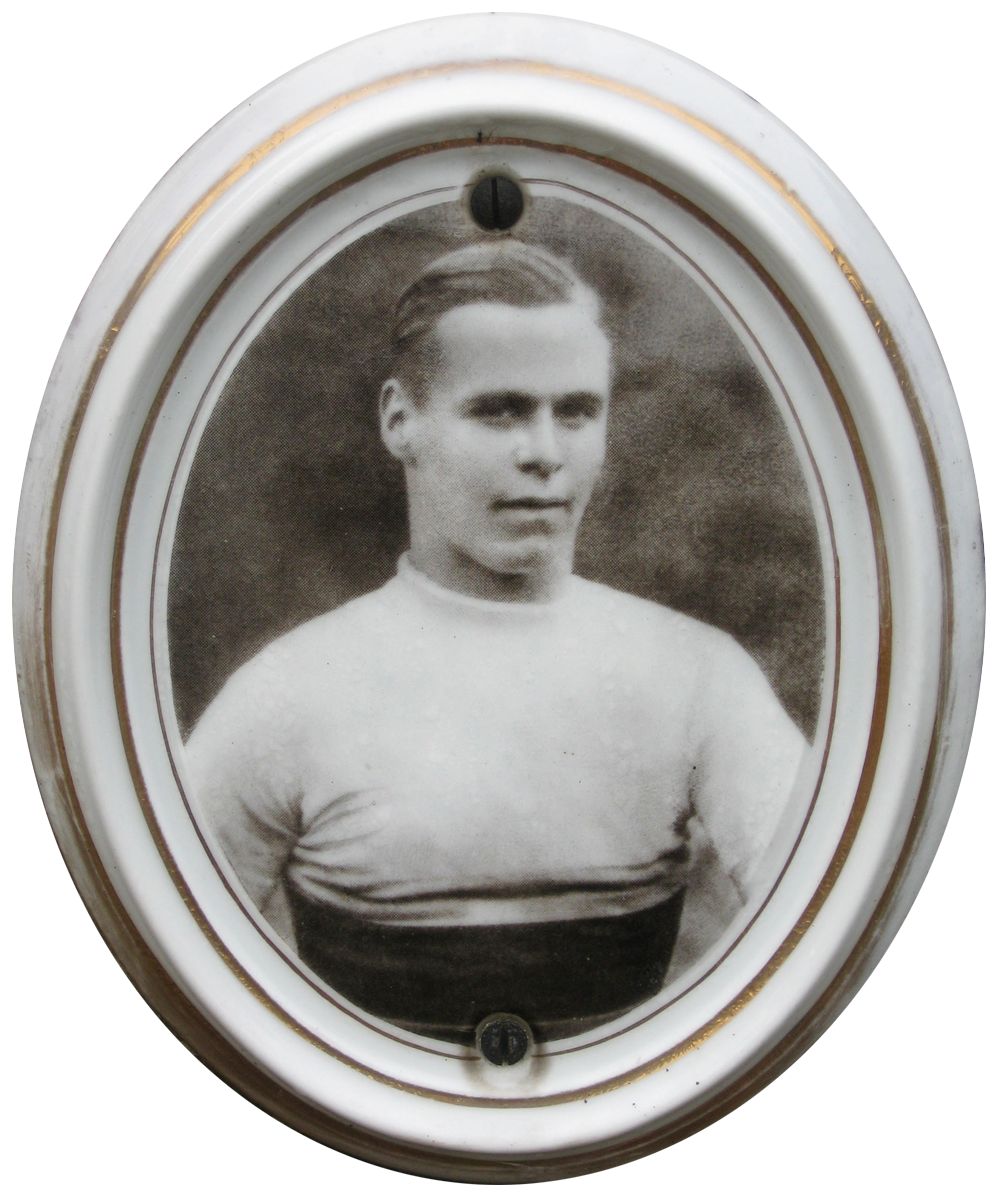
Dieses Porträtmedaillon ließ Scherens am Grabstein von Albert Richter anbringen

Während seiner Zeit als Radrennfahrer freundete sich Jef Scherens mit seinem deutschen Konkurrenten Albert Richter an. Man nannte sie das „Königspaar, das über die Radrennbahnen herrschte“. Richter kam 1940 unter ungeklärten Umständen im Gerichtsgefängnis von Lörrach, mutmaßlich wurde er von Gestapo ermordet. Nach Kriegsende besuchte Scherens die Eltern von Richter in Köln und ließ an dessen Grabstein – wie in Belgien üblich –  ein Porträtmedaillon anbringen.
Sein nach ihm benannter Neffe Jozef Scherens war von 1956 bis 1963 als Radsportler auf der Straße aktiv.

## Erfolge (Auswahl)
1929
- Belgischer Jugend-Meister – Sprint

1931
- Weltmeisterschaft – Sprint
- Belgischer Meister – Sprint

1932
- Weltmeister – Sprint
- Grand Prix de Paris
- Belgischer Meister – Sprint

1933
- Weltmeister – Sprint
- Grand Prix de l’UVF
- Belgischer Meister – Sprint

1934
- Weltmeister – Sprint
- Grand Prix de l’UVF
- Belgischer Meister – Sprint

1935
- Weltmeister – Sprint
- Belgischer Meister – Sprint

1936
- Weltmeister – Sprint
- Belgischer Meister – Sprint

1937
- Weltmeister – Sprint
- Grand Prix de Paris
- Belgischer Meister – Sprint

1938
- Weltmeisterschaft – Sprint
- Belgischer Meister – Sprint

1939
- Belgischer Meister – Sprint

1941
- Belgischer Meister – Sprint

1942
- Grand Prix de l’UVF
- Belgischer Meister – Sprint

1944
- Belgischer Meister – Sprint

1945
- Belgischer Meister – Sprint

1946
- Belgischer Meister – Sprint

1947
- Weltmeister – Sprint
- Belgischer Meister – Sprint